# Håkan Malmberg
Håkan Malmberg, född 4 april 1966, är en svensk före detta friidrottare (tresteg). Han tävlade för Utby IK.